# Будинок Чернігівської електростанції
Будинок Чернігівської електростанції — пам'ятка архітектури та пам'ятка історії місцевого значення у Чернігові. Зараз у будівлі розміщується «Черніговобленерго».

## Історія
Рішенням виконкому Чернігівської обласної ради народних депутатів від 26.03.1984 № 118 будинку було надано статус «пам'ятника архітектури місцевого значення» з охоронним № 9-Чг. Будівля розташована в охоронній зоні, згідно з правилами забудови та використання території.
Розпорядженням представника Президента України в Чернігівській області від 01.02.1994 № 29 надано статус «пам'ятник історії місцевого значення» з охоронним № 3259 під назвою «Будинок Чернігівської електростанції (1927—1929) — первісток енергетики міста».
Будівля має власну «територію пам'ятника», розташовану у «комплексній охоронній зоні» (включає більшу частину кварталу вулиць Василя Стуса, Мстиславської, Гончої — Будинок, де жив В. М. Конашевич та інші будинки), згідно з правилами забудови та використання території. На будівлі встановлено інформаційну дошку.

## Опис
7 листопада 1927 року на мітингу робітників міста було закладено електростанцію. Будівля була побудована в період 1927—1929 років за проєктом архітектора В. Конопатського за державним планом електрифікації Радянської Росії (ГОЕЛРО).
Кам'яний, Г-подібний у плані будинок, що складається з машинного залу та 3-поверхового адміністративного корпусу. Є прикладом архітектури конструктивізму 1920-30-х років.
Під час Другої світової війни: у серпні 1941 року будівля була спалена німецькою авіацією. Будівлю було відновлено у післявоєнні роки. Після пожежі, у період 1965—1967 років будівлю було відбудовано колективом Підприємства Чернігівських електромереж РЕУ «Київенерго» господарським методом за проектом ПКБ РЕУ «Київенерго». Реконструкція будівлі була присвячена «50-річчю Жовтневої революції». Наразі будівлі розміщується компанія-постачальник електроенергії «Черніговобленерго».